# Mont Tiedemann
El Mont Tiedemann (en anglès Mount Tiedemann) és una muntanya que s'eleva fins als 3.838 msnm. És un dels principals cims de les Muntanyes de la Costa, a la Colúmbia Britànica, Canadà. Es troba a tan sols 3 km al nord-oest del Mont Waddington, al massís de Waddington Range, entre els rius Homathko i Klinaklini.
El cim rep el nom de Herman Otto Tiedemann, que va treballar per al govern colonial sota el control del general Joseph Pemberton, dissenyant i supervisant la construcció de diferents edificis a Victoria. Va ser el responsable de portar l'aigua des del llac Elk fins a la ciutat.
La primera ascensió va tenir lloc el 1939 per Sterling Hendricks, Hans Fuhrer, E.R. Gibson i Henry S. Hall pel Chaos Glacier de l'aresta nord.